# Los Tele-Rodríguez
Los Tele-Rodríguez fue una serie de televisión de España dirigida por Mario Antolín, con guiones de Manuel Ruiz Castillo y emitida por la cadena TVE, entre febrero de 1957 y agosto del año siguiente. Considerada la primera serie de televisión en España, al estrenarse tan solo 4 meses después del inicio de las emisiones regulares del nuevo medio de comunicación en el país.

## Argumento
Precursora de las sitcom familiar en España, la serie refleja la vida cotidiana de una familia de clase media española, pero que se diferencia del resto por un detalle: Ya tienen aparato de televisión. Su vida cambia con la llegada del electrodoméstico.

## Intérpretes
- Mario Antolín
- María Fernanda D'Ocón
- Lola Gaos
- Luis Morris